# Via Terra
Via Terra Group (anciennement Via Terra Spedition) est une compagnie ferroviaire privée en Roumanie. L'entreprise a commencé son activité en 2001 avec le transport de marchandises et s'est étendu aux services de passagers en 2009.

## Transport de passagers
Les trains de voyageurs sont gérés par la filiale régionale de Via Terra. Le matériel roulant est constitué majoritairement d'automotrices SNCF X4500 Diesel d'occasion. Ils opèrent plusieurs itinéraires:
- Bistrița – Bistrița Bârgăului
- Bistriţa – Cluj-Napoca
- Oradea – Salonta – Vașcău
- Oradea – Marghita – Sărmăşag
- Oradea – Cheresig